# Francesc Bordas i Contel
Francesc Bordas i Contel (Sabadell, 1957) és un artista pintor català que resideix a París.
Francesc Bordas forma part de l'anomenada ‘generació d'artistes sabadellencs del 80’, integrada pels pintors i artistes plàstics de Sabadell nascuts entre els anys cinquanta i seixanta del segle xx (Natividad Ayala, Francesc Bordas, Ramiro Fernández, Miquel Forrellad, Josep Gerona, Jesús Llamas, Josep Madaula, Antoni Marquès, Agustí Puig, Pep Sallés, Oriol Vilapuig). La seva obra mostra una llarga trajectòria dins l'art contemporani, des del paisatgisme i el figurativisme inicials fins a la conceptualitat i l'abstracció geomètrica que caracteritza el seu estil. Exposa regularment a Catalunya i França. Les seves creacions s'han mostrat a diversos espais expositius europeus i nord-americans. Alguns dels fons públics i privats que contenen obra de Francesc Bordas són: Museu d'Art de Sabadell, Col·lecció d'Art Banc Sabadell i Fons d'Art de l'Alliance Française a Sabadell.

## Etapa de formació (1977-1986)
Francesc Bordas es va llicenciar a la Facultat de Belles Arts de la Universitat de Barcelona l'any 1982. La seva formació pictòrica i artística havia començat de molt jove a l'Escola d'Arts i Oficis de Sabadell. L'any 1977 va fer la seva primera exposició individual a la Sala Narcís Giralt i s'inicià en les tècniques del gravat a l'Escola d'Arts i Oficis de Madrid. El seu primer taller estava situat al carrer del Carme de Sabadell. L'any 1982 va ser seleccionat per participar en la I Biennal de Produccions Juvenils de l'Europa Mediterrània Barcelona-Torí i la seva inquietud artística el dugué a un primer període de mobilitat geogràfica. A Barcelona s'integrà temporalment al col·lectiu d'artistes de Gràcia i més tard obtingué una beca per treballar al taller de la Calcografia Nazionale di Roma (1985-1986).
L'obra corresponent a aquesta etapa de formació es va poder veure en diferents exposicions individuals a Sabadell i Roma, inclosa la Calcografia Nazionale di Roma; i en exposicions col·lectives a Barcelona, Torí i Brussel·les.

## Etapa figurativa (1986-1989)
L'any 1986 Francesc Bordas retornà a Sabadell i inicià un etapa figurativa en la seva obra, caracteritzada per pintures i sèries de gravats de caràcter romàntic inspirats en la mitologia clàssica i el misticisme barroc. Una de les seves creacions més destacades va obtenir la menció honorífica de la VI Biennal d'Art Contemporani de Barcelona - Fundació Joan Miró. Durant aquesta època també exercí com a professor de l'Escola Massana de Barcelona.
L'obra corresponent a aquesta etapa es va poder veure en exposicions individuals a Sabadell, Barcelona i Alcoi; i en exposició col·lectiva a Barcelona.
Exposicions individuals dins l'etapa figurativa: Acadèmia de Belles Arts de Sabadell (1988), Galeria D (Barcelona 1988), Centre Cultural d'Alcoi (1988), Espai 83 del Museu d'Art de Sabadell (1990).
Participació en exposicions col·lectives dins l'etapa figurativa: VI Biennal d'Art Contemporani de Barcelona - Fundació Joan Miró (1988).

## Etapa experimental (1989-2003)
Acompanyat per la bona acceptació de la seva pintura, l'any 1989 Francesc Bordas es traslladà a París. Una beca d'artista-resident a la Cité Internationale des Arts li va permetre establir-se inicialment a Montmartre. D'aquesta manera començava una etapa experimental que el va dur a aprofundir en la seva creativitat i a treballar sobre la interrelació entre els diferents llenguatges artístics de la pintura, la instal·lació i la fotografia. Durant aquest període va crear projectes i instal·lacions integrades en diversos llocs de memòria, tant a França com a Catalunya. L'any 1995 fou acollit com a artista-resident al Centre de Producció i Creació Artística La Nau de Sabadell i en el seu projecte final expressà el record de la febril indústria tèxtil a la ciutat. De nou a París, l'any 1996 entrà a formar part de La Maison des Artistes francesa.
L'obra corresponent a aquesta etapa es va poder veure en exposicions individuals a Sabadell, Barcelona, Lleida, Terrassa, Vilanova i la Geltrú, París i Krefeld; en instal·lacions artístiques a Vilanova i la Geltrú, París, Orsay i Île de Bréhat; i en exposicions col·lectives a Bilbao, París, Mont-real i Minsk.
Amb motiu de l'exposició Occurrence a l'Espace d'Art et d'Essai Contemporains de Mont-real (2001), l'escriptor i crític d'art canadenc John K. Grande va escriure al seu catàleg: «Per molt abstractes que puguin semblar els paràmetres comuns amb els que treballa, Francesc Bordas els recolza amb una sensibilitat tel·lúrica incontestable, persistint en la seva personificació dels interrogants humans».
Exposicions individuals dins l'etapa experimental: Galerie Haut-Pauve (Paris, 1991), Salon de Montrouge (1993), Col·legi d'Aparelladors i Arquitectes Tècnics de Terrassa (1994), Galeria 4Art (Barcelona, 1995), instal·lació Artifici a l'Escola d'Art de Vilanova i la Geltrú (1998), Galeria Metropolitana (Barcelona, 1998), instal·lació Kulturfabrik (Krefeld, 1998), instal·lació Decryptage (Orsay, 1999), instal·lació Pintures a l'Espai Cultural El Roser (Lleida, 2000), Acadèmia de Belles Arts (Sabadell, 2001), Espace Kiron (París, 2003), 25 anys a la Galeria Intel·lecte (Sabadell, 2003), instal·lació Rose des Vents (ciutadella d'Île de Bréhat, 2003), instal·lació Le Grand Réservoir a l'Espace Kremlin-Bicêtre (París, 2004).
Participació en exposicions compartides o col·lectives dins l'etapa experimental: Museu d'Art Modern de Minsk (1990), exposició La niña de mis ojos a la Galeria Rekalde (Bilbao, 1995), Salon de Mai (París, 1995), Occurrence a l'Espace d'Art et d'Essai Contemporains (Mont-real, 2001), Ceràmiques amb Lluís Clapés al Museu d'Art de Sabadell (2002).

## Etapa d'abstracció geomètrica (2004 fins a l'actualitat)
A partir de l'any 2004, Francesc Bordas es consolida plenament dins d'una etapa d'abstracció geomètrica que arriba fins a l'actualitat. La seva obra es caracteritza per les seves línies i traços curosos, essencials i eteris, amb una subtil proposta cinètica; reflecteix una evolució conceptual que el mateix artista explica de la següent manera: «Pinto un món que evoluciona i es transforma; pinto la relació quotidiana entre l'home i el simbolisme de les sèries de geometries que l'envolten».

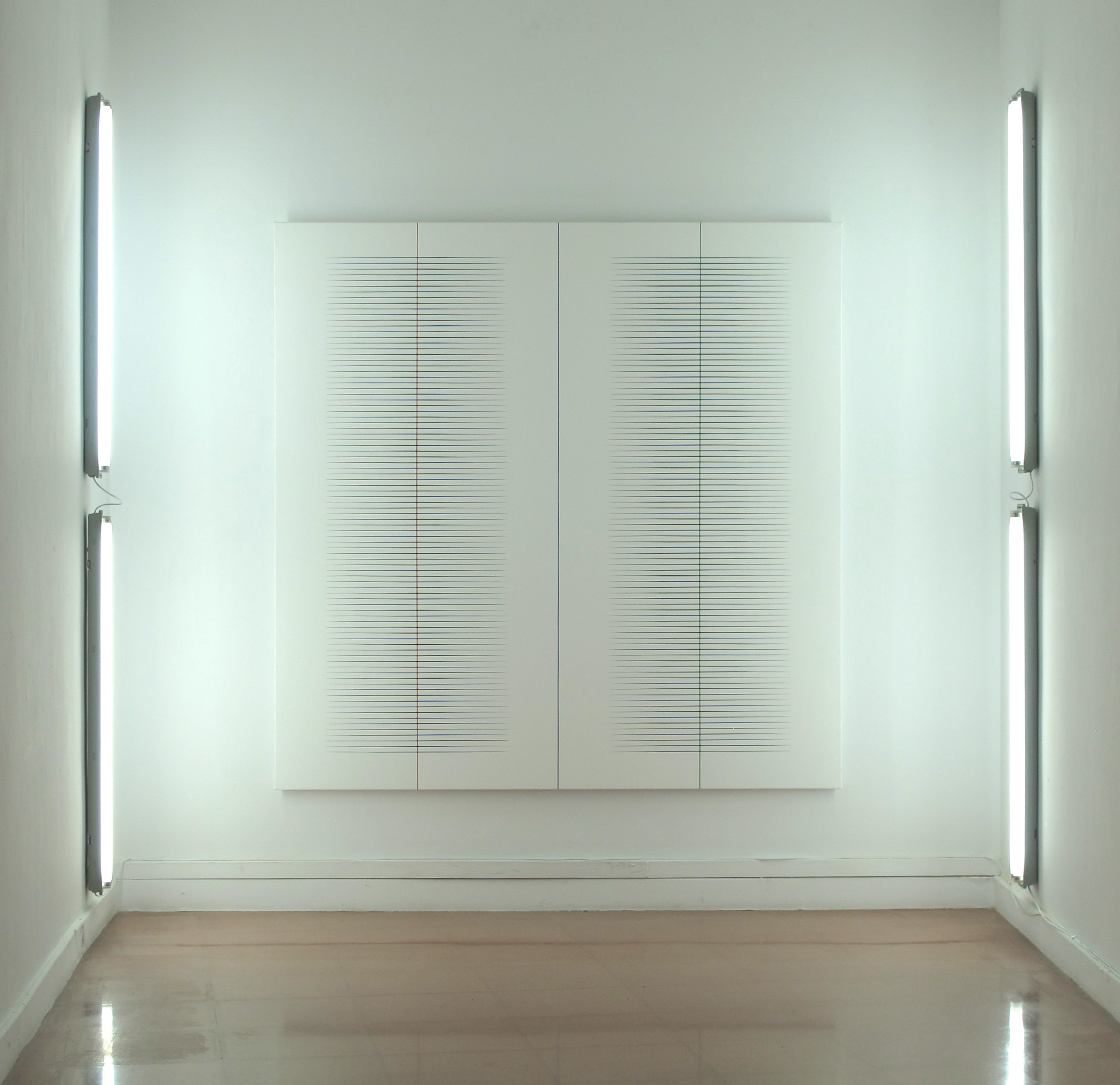
'Sense nom', any 2014.

Sobre l'obra de Francesc Bordas, l'artista Nicole Barbas escrivia al catàleg de l'exposició Art'PROS d'Orsay (2011): «Les seves recerques l'han conduit cap a l'abstracció geomètrica, renovada dins d'un entorn contemporani. El simbolisme dels colors i els traços mostra un llenguatge precís acompanyat de sensibilitat i rigor. La preocupació de Francesc [Bordas] és sobretot allò que és humà en el mon d'avui». De la mateixa manera, el crític d'art G. Léo va escriure al Salon d'Art Contemporain Saint Mandé de Paris (2012): «Sorprenent aventura la seva fascinació per l'essència dels espais i les seves metamorfosis íntimes. El rigor de les línies atrau, tranquil·litza, conserva l'encant els fluids flexibles i suaus: eminentment música, profundament poesia».
L'obra corresponent a aquesta etapa s'ha pogut veure en exposicions individuals a Sabadell, Barcelona, Agramunt, Alella, Granollers, París i Orsay; en mostres de carrer a París i Ivry-sur-Seine; i en exposicions col·lectives a Sabadell, Lleida, París, Mont-real, Pequín i Sydney.
Exposicions individuals dins l'etapa d'abstracció geomètrica: Espai Guinovart (Agramunt, 2004), Galeria Antoni Botey (Granollers, 2006), Galeria Nova (Sabadell, 2007), Galeria Montparnasse (París, 2010), Art'PROS al Centre Cultural de La Bouvêche (Orsay, 2011), El traç i l'aire a LAGALERIA (Barcelona, 2013), Traces a Alliance Française (Sabadell, 2014), LuminEssències al Centre Cultural Can Manyé (Alella, 2019), Centre d'Estudes Catalanes (París, 2023).
Participació en exposicions compartides o col·lectives dins l'etapa d'abstracció geomètrica: Generació del 80 a l'Acadèmia de Belles Arts de Sabadell (2006), Salon d'Art Contemporaine de Saint Mandé (París, 2011), Salon Réalités Nouvelles, Art abstrait contemporain (París 2012-2019), 4: Michelle Héon, Gilles Morissette, Francesc Bordas, Glòria Massana a la Biblioteca Pública de Lleida (2014), Galeria Nova 3 (Sabadell, 2016), Le Hublot d'Ivry-sur-Seine (2017), De l'Endiot al Ploraire a Alliance Française de Sabadell (2017), Nuit Blanche (Paris, 2018), Galerie Wagner (París, 2023).

## Altres facetes artístiques
Com a faceta complementària a la trajectòria de Francesc Bordas, destaquen el seus gravats i il·lustracions per als llibres de poesia Cobles Vallesanes (1985) de Jordi Botella Miró, La nit transfigurada - Sa Nitja (2004) de Jordi Botella Miró i Josep Maria Uyà Puigmartí, i Per un camí de veus cremades (2004) del col·lectiu sabadellenc de poetes Papers de Versàlia.
També ha format part de la seva activitat artística la col·laboració amb petites companyies de teatre, comparses de carrer i activitats lúdiques a l'entorn de París.